# Gli Incredibili 2
Gli Incredibili 2 (Incredibles 2) è un film d'animazione del 2018 scritto e diretto da Brad Bird; prodotto da Pixar Animation Studios, in co-produzione con Walt Disney Pictures, e distribuito da Walt Disney Studios Motion Pictures.
Sequel de Gli Incredibili - Una "normale" famiglia di supereroi (2004) e 20º lungometraggio d'animazione Pixar, il suo successo lo ha reso il sesto film d'animazione col maggiore incasso della storia del cinema, surclassato da Super Mario Bros. - Il film, Frozen - Il regno di ghiaccio e il suo sequel, Frozen II - Il segreto di Arendelle. Attualmente è il secondo film che ha incassato di più nella storia della Pixar.
Acclamato dalla critica e dal pubblico, la pellicola è stata candidata a numerosi riconoscimenti, tra cui l'Oscar al Miglior Film d'Animazione 2019, il Golden Globe e il BAFTA nella stessa categoria (poi persi a favore di Spider-man - Un nuovo universo).

## Trama
Subito dopo, al termine della gara di corsa di Flash: Elastigirl e Mr. Incredibile stanno tentando di evitare che il Minatore svaligi la banca di Metroville e chiedono ai figli Violetta e Flash di badare al fratellino Jack-Jack. Presa da un attacco di frustrazione per il compito affidatole dai genitori, Violetta si toglie la maschera, rivelando così la sua identità a Tony Rydinger, un ragazzo con cui aveva un appuntamento. Nel frattempo, nel tentativo di fermare il Minatore, gli Incredibili, aiutati anche da Siberius, provocano ingenti danni all’arredo urbano e all’arrivo della polizia vengono arrestati, mentre il Minatore fugge con parte dei soldi rubati. Una volta rilasciati vengono informati della sospensione del programma di protezione governativo e vengono portati in un motel, dove promettono di abbandonare per sempre la loro vita da Super. Inoltre l'agente Dicker, informato da Mr. Incredibile dell'incidente tra Violetta e Tony, cancella la memoria di quest'ultimo.
Quella sera Lucius, sfuggito all'arresto, informa Bob e Helen di un'offerta presentatagli da un certo Winston Deavor, un fanatico di supereroi proprietario di un'azienda di telecomunicazioni chiamata DevTech. Egli, insieme alla sorella Evelyn, propone di far pubblicità ai Supereroi per far loro riconquistare la fiducia alla cittadinanza, facendo vedere ciò che accade realmente ai Super durante le battaglie (e non ciò che i politici decidono di mostrare, cioè solo gli effetti collaterali delle loro imprese), dotandoli di microcamere ad alta definizione installate sulle tute. Winston vuole che i Super tornino ad agire nella legalità perché attribuisce al governo la causa della morte dei suoi genitori; il padre infatti fu aggredito e ucciso da alcuni malviventi dopo che aveva tentato di chiedere aiuto ai Super ma non aveva ricevuto risposta in quanto essi erano divenuti illegali, mentre la madre morì pochi mesi dopo per un infarto dovuto alla depressione. Dato che vuole evitare problemi legali, Winston decide di non mandare subito in azione Bob per la natura distruttiva dei suoi poteri; il progetto prevede il lancio tramite Helen, attraverso la sua vecchia identità di Elastigirl, mentre Bob dovrà rimanere a casa per badare ai bambini.
L'uomo è deciso a dimostrare che è capace di occuparsi dei figli, compito che si rivela tutt'altro che facile: Violetta, in piena crisi adolescenziale, è arrabbiata per aver scoperto che Tony non sa più chi è, a causa dell'operato di Dicker, e risulta vano un tentativo del padre di riavvicinarli. Bob deve inoltre aiutare Flash a svolgere i compiti di matematica e capire come gestire Jack-Jack, che manifesta i suoi primi superpoteri. Sotto consiglio di Lucius, Bob porta Jack-Jack da Edna Mode. Inizialmente arrabbiata per non essere stata interpellata per disegnare la nuova tuta di Elastigirl, la stilista accetta di occuparsi del neonato e, dopo averne studiato i poteri, crea una tuta in grado di contenerli. Nel frattempo Helen si trova a dover fronteggiare un misterioso criminale mascherato, l'Ipnotizzaschermi, che sottomette e manipola le persone attraverso immagini e parole che fa comparire sui display; il suo primo attentato è ai danni di un treno da poco inaugurato, che la donna riesce a fermare dopo un rocambolesco inseguimento fatto in sella alla sua "elasticicletta". In seguito il criminale attacca l'elicottero che trasporta un'ambasciatrice favorevole alla causa dei supereroi, ma anche questa volta Elastigirl riesce a risolvere la situazione.
Winston presenta a Helen altri giovani aspiranti supereroi trovati in varie parti del mondo, quali Brick, Krushauer, He-Lectrix, Reflux, Screech e Voyd, una sua grande ammiratrice. In seguito, grazie anche al talento inventivo di Evelyn, Elastigirl riesce a trovare il covo dell'Ipnotizzaschermi e, dopo un acceso scontro, riesce a catturarlo, scoprendo però che sotto la maschera sembra celarsi un ragazzo qualunque senza ricordi. Viene organizzato un party alla DevTech, in cui Winston annuncia che ci sarà un incontro su un lussuoso aliscafo con i vari leader politici di tutto il mondo, durante il quale verrà firmato l'accordo per legalizzare i Super. Durante questo incontro Helen, riguardando i video registrati dalla microcamera che aveva addosso, capisce di aver fatto arrestare la persona sbagliata, che agiva sotto l'ipnosi dovuta ai display presenti all'interno del visore della maschera, ma subito Evelyn le infila a forza il visore sugli occhi, rivelando di essere lei la mente dietro l'Ipnotizzaschermi. La donna è infatti convinta che i Super siano nocivi per la società, perché sollevano la gente dall'occuparsi dei propri problemi, oltre ad essere stati la causa della morte dei genitori; il piano è di sabotare l'incontro organizzato dal fratello in modo da riuscire a rovinare completamente la reputazione dei Supereroi.
Evelyn contatta quindi Bob dicendogli che Helen è in pericolo; Mr. Incredibile si reca subito sul posto, affidando i bambini a Lucius, ma viene attaccato da Elastigirl, sotto il controllo di Evelyn, che lo costringe a indossare anche lui il visore ipnotizzante. Nel frattempo Voyd e gli altri Super, anch'essi soggiogati dalla donna, attaccano la dimora dei Parr, ma mentre Siberius, giunto sul posto su richiesta di Bob per tenere d'occhio i ragazzi, viene catturato, Violetta, Flash e Jack-Jack riescono a fuggire sull'auto di Mr. Incredibile, la Incredimobile, fortunosamente recuperata. I tre raggiungono la nave della DevTech, dove Violetta va a cercare i genitori, ma rimane impegnata in uno scontro con Voyd, mentre Flash perde di vista Jack-Jack. Nel frattempo gli ambasciatori di varie nazioni firmano gli accordi per rendere i Super nuovamente legali. Subito dopo la firma Mr. Incredibile, Siberius ed Elastigirl, sotto il controllo di Evelyn, dichiarano in diretta nazionale di non voler più aiutare la collettività e di voler invece imporsi sui più deboli. Quest'ultima ordina poi ai Super di mettere fuori gioco i membri dell'equipaggio e dirottare la nave contro la baia della città, con gli ambasciatori ancora all'interno, in trance davanti a uno schermo ipnotico. Violetta, Flash e Jack-Jack, sfuggiti ai giovani Super, si incontrano con i genitori e il piccolo riesce a usare i suoi poteri per rimuovere il visore della madre, che libera rapidamente gli altri due.
Evelyn allora sguinzaglia tutti i supereroi, ma Siberius e gli Incredibili, unendo le loro forze, riescono a liberarli dai visori di controllo, costringendo la donna a fuggire a bordo di un jet cercando di portarsi dietro anche Winston, il quale però, non approvando il comportamento della sorella, torna sulla nave per salvare gli ambasciatori. Mentre Mr. Incredibile si immerge sott'acqua per spostare manualmente il timone e impedire che si schianti sulla baia, con l'aiuto di Voyd, Elastigirl penetra nel jet di Evelyn. Quest'ultima cerca in tutti i modi di fermare Helen, tentando di farla morire di ipossia, ma alla fine lei riesce a far precipitare il velivolo, salvandola, e la nave viene fermata in tempo. Con l'arresto di Evelyn, ancora nella convinzione di essere nel giusto, i Super riacquistano rispetto e gratitudine e possono finalmente tornare ad agire nella legalità. Nel finale Violetta riesce a presentarsi a Tony e la famiglia accompagna i due al cinema. Una volta arrivati, i Parr vedono un inseguimento tra la polizia e dei malviventi armati. Violetta lascia dunque Tony all’ingresso del cinema, promettendogli di tornare prima della fine dei trailer. Gli Incredibili indossano le maschere e partono all'inseguimento con la loro nuova Incredimobile.

## Personaggi
- Robert "Bob" Parr, alias Mr. Incredibile: protagonista maschile del film, marito di Helen e padre di Violetta, Flash e Jack-Jack. Ha una forza sovrumana e una quasi totale invulnerabilità fisica. Durante il film gestisce i suoi figli mentre Helen è impegnata nei panni di Elastigirl.
- Helen Parr, alias Elastigirl: protagonista femminile del film, moglie di Bob e madre di Violetta, Flash e Jack-Jack. Può allungarsi a dismisura, appiattirsi e assumere diverse forme, come se fosse di gomma. Nel film è la rappresentante di una campagna per favorire il ritorno alla legalità dei Super.
- Violetta Parr: la primogenita di Bob e Helen, ha 14 anni. Può creare campi di forze e rendersi invisibile. Qui è più socievole e sicura di sé, così come nel finale del primo film.
- Dashiell "Flash" Robert Parr: il secondogenito, ha 11 anni. Sprizza energia da tutti i pori perché ha il dono della super-velocità. In questo film è più responsabile, maturo e meno spaccone.
- Jack-Jack Parr: il terzogenito e ultimo arrivato della famiglia Parr, ha appena 2 anni. Nel film tutta la sua famiglia, Edna e Lucius scopriranno i suoi superpoteri.
- Lucius Best, alias Siberius: amico della famiglia Parr e in particolare di Bob, che conosce da molto tempo. Ha il superpotere della criocinesi. È sposato con una certa Honey.
- Edna Mode: la stilista dei supereroi, amica di vecchia data di Bob, Helen e Lucius. Ha disegnato e realizzato le tute della famiglia Parr in modo che siano estremamente resistenti e si adattino ai loro superpoteri. Nonostante la sua bassa statura, ha un carattere deciso e tosto. Nel film dimostra un certo feeling con Jack-Jack, sviluppando un rapporto di affetto e simpatia con il bambino.
- Winston Deavor: è il fratello di Evelyn, è un ricco e onesto imprenditore che assume Elastigirl per riportare alla luce la questione supereroi e rendere questi ultimi di nuovo legali.
- Evelyn Deavor: è la sorella di Winston, un genio tecnologico che non ha mai incontrato un problema che non poteva risolvere ed è lei a ideare e realizzare i nuovi accessori di Elastigirl. Successivamente viene rivelata essere l'Ipnotizzaschermi con un piano per fare il lavaggio del cervello a tutti gli altri supereroi. È la vera antagonista principale del film, e oltretutto è arcinemica di Elastigirl.
- Gli apprendisti eroi: sono aspiranti supereroi che vengono convocati da tutto il mondo da Evelyn che inizialmente diceva che voleva portarli in soccorso dei quattro protagonisti, ma infine si scoprirà che lo faceva solo per usarli come cavie per l'Ipnotizzaschermi e successivamente sfruttare questo potere per indurre sia loro che i protagonisti stessi a causare danni alle persone anziché ripararli. Quando vengono liberati dall'ipnosi del congegno usato dalla stessa Evelyn, questi 6 apprendisti prenderanno parte alla battaglia finale contro l'antagonista e grazie anche al loro aiuto la famiglia di supereroi trionferà e farà arrestare Evelyn. Questi apprendisti eroi sono i seguenti: 
  - Voyd: giovane ragazza dai capelli tinti di azzurro e da tempo una grande ammiratrice di Elastigirl che come potere speciale può creare dei portali per trasportare attraverso di essi sia gli altri che sé stessa su qualsiasi punto lei voglia, è anche l'apprendista eroe che si vede di più e prende più parte alla battaglia finale aiutando Elastigirl e la sua famiglia.
  - Krushauer: un formoso ragazzo di origini africane che come potere può comprimere con le sue stesse mani un qualsiasi oggetto di massa media, come grondaie e casse.
  - Reflux: un uomo basso di statura e piuttosto avanti negli anni che è in grado di sfruttare il suo reflusso gastrico per sputare lava bollente.
  - He-Lectrix: ragazzo che può creare e manipolare a suo piacimento delle scariche elettriche.
  - Brick: una donna molto corpulenta che grazie alla sua forza riesce talvolta a sfondare anche i muri.
  - Screech: ragazzo di bassa statura che grazie al suo costume può volare e planare come fosse un gufo.
- L'Ipnotizzaschermi: principale antagonista del film è un criminale che usa l'ipnosi per controllare le menti delle persone. Si presenta inizialmente come avversario di Elastigirl, deciso a "risvegliare" le coscienze delle persone causando disastri.
- Il Minatore: uno degli antagonisti del film, un criminale comparso già nel finale del precedente Gli Incredibili - Una "normale" famiglia di supereroi. Il suo stile ricorda un po' quello dell'Uomo Talpa, nemico dei Fantastici Quattro.

## Produzione

### Sviluppo
Nel 2007, dopo l'uscita di Ratatouille, Brad Bird dichiarò di essere aperto all'idea di un sequel de Gli Incredibili , ma solo se la storia fosse stata migliore dell'originale. In un'intervista del maggio 2013, il regista ha ribadito di essere interessato ad un sequel. Alla riunione degli azionisti della Disney a marzo 2014, il CEO e il presidente della Disney Bob Iger hanno confermato che i Pixar Animation Studios stavano lavorando a un sequel de "Gli Incredibili" e che Brad Bird sarebbe tornato come regista e sceneggiatore. Bird ha cominciato a scrivere la sceneggiatura ad aprile 2015, e ha affermato che sarebbe stato il suo prossimo film dopo Tomorrowland.

### Sceneggiatura
Una sfida nello scrivere "Gli Incredibili 2" era come affrontare il gran numero di film di supereroi e serie televisive che erano stati pubblicati dal primo film, come quelli dell'MCU. Per differenziare il film, Bird voleva evitare i luoghi comuni legati al genere, come lui stesso affermò: "Non penso che quel tipo di idea rimanga interessante per molto tempo. Per me, la cosa interessante non è mai stata la parte del supereroe, bensì la dinamica famigliare e in che modo le cose dei supereroi ci giocano. "  E ha aggiunto che intendeva includere alcune idee non utilizzate dal primo film e che si sarebbe incentrato sul personaggio Helen Parr/ Elastigirl. Anche se il sequel è stato rilasciato quattordici anni dopo il primo, Bird non voleva una ellissi temporale. Ciò gli ha permesso di mantenere i personaggi con gli stessi superpoteri e di non doverne sviluppare di nuovi, né aveva bisogno di capire come affrontare la maturità di Violetta e Flash. Inoltre, gli ha anche permesso di sfruttare la tenera età di Jack-Jack con una serie di poteri, che Bird ha paragonato ai bambini sono in grado di comprendere più lingue in tenera età. Infine, il film modifica lo scontro con il Minatore, dato che era presente un videogioco con uno sviluppo alternativo, Gli Incredibili: L'ascesa del Minatore. Il budget di produzione ammonta a $ 200 milioni.

### Animazione
Con il progresso della tecnologia, Gli Incredibili 2 ha sfruttato le nuove tecniche d'animazione, con un team più esperto. Il produttore John Walker ha dichiarato: "Penso che una delle cose che ha entusiasmato Brad e Ralph Eggleston, lo scenografo, sia stata il fatto che la tecnologia esisteva ora per realizzare finalmente i progetti nel modo in cui avevano sperato di realizzarli nel 2004. Non si pensava: "Bene, non sappiamo come fare i capelli lunghi, non sappiamo come fare gli umani, non sappiamo come fare i muscoli". Tutti sanno come farlo. È solo ora di farlo in fretta. " Poiché i Pixar Animation Studios non utilizzavano più le stesse tecniche del primo film, tutti i personaggi dovevano essere creati di nuovo da zero sul computer. Lo studio ha anche usato per la prima volta modelli di occhio umano basati fisicamente per i personaggi, anche se gli occhi sono più grandi e più stilizzati rispetto ai veri umani.

### Casting
Pixar ha annunciato a novembre 2016 che Holly Hunter e Samuel L. Jackson sarebbero tornati per riprendere i loro ruoli. Alla D23 Expo del luglio 2017 furono confermati anche Craig T. Nelson e Sarah Vowell, rispettivamente Mr. Incredibile e Violetta Parr.  Spencer Fox, la voce originale di Flash Parr, è stata sostituita dal giovane esordiente Huckleberry Milner. A luglio dello stesso anni, Bird e John Ratzenberger sono stati confermati per i loro ruoli nel primo film, rispettivamente Edna Mode e il Minatore.
Nel novembre 2017, la Pixar ha annunciato che Bob Odenkirk e Catherine Keener si erano uniti al cast, come new-entry.  Nel gennaio 2018, è stato annunciato che Sophia Bush e Isabella Rossellini avrebbero doppiato nuovi personaggi (Voyd e l'Ambasciatrice pro-supereroi), mentre Jonathan Banks avrebbe doppiato Rick Dicker, sostituendo l'originale Bud Luckey ritiratosi nel 2014; dopo la sua morte nel 2018, il film è stato dedicato alla memoria di quest'ultimo.

### Musica
Nel 2015, Bird ha confermato che Michael Giacchino sarebbe tornato per comporre la colonna sonora. Giacchino ha iniziato a lavorare intorno a maggio 2017. L'album della colonna sonora è stato pubblicato il 15 giugno 2018 e su CD due settimane dopo.

## Promozione
Il teaser trailer in inglese è stato distribuito online il 18 novembre 2017, pubblicato il giorno dopo in italiano. Il 14 febbraio è uscito il primo trailer in inglese, seguito il giorno dopo da quello in italiano. Il 13 aprile è uscito il secondo trailer in inglese. Il 21 giugno 2018 il trailer è uscito in lingua italiana.

## Distribuzione
Il film è stato distribuito nelle sale cinematografiche statunitensi il 15 giugno 2018; la pellicola è stata proiettata in anteprima in Italia il 21 luglio 2018 al Giffoni Film Festival, mentre è uscito nelle sale il 19 settembre dello stesso anno.

### Edizione italiana
La direzione del doppiaggio e i dialoghi italiani sono a cura di Massimiliano Manfredi, per conto della Dubbing Brothers Int. Italia; tale edizione incluse il ritorno di Alessia Amendola, Amanda Lear, Massimo Corvo, Daniela D'Angelo e Ambrogio Colombo nei ruoli di Violet Parr, Edna Mode, Lucius Best, Honey Best e il minatore; mentre Adalberto Maria Merli, Laura Morante, Pietro Biondi, Alessio Nissolino, Francesco Mangiavacchi e Furio Pergolani vengono sostituiti da Fabrizio Pucci, Giò Giò Rapattoni, Orso Maria Guerrini, Lorenzo D'Agata, Ilaria Stagni e Giulio Bartolomei nei ruoli di Bob Parr, Helen Parr, Rick Dicker, Tony Rydinger, Jack-Jack Parr e Flash Parr.
Sempre nell'edizione italiana, si uniscono al cast Ambra Angiolini, Stefano Benassi, Bebe Vio, Roberto Fidecaro, Angelo Nicotra, Tiberio Timperi e Enrico Pallini come voci di Evelyn Deavor, Winston Deavor, Karen (Voyd), Krushauer, Gus Burns (Reflux), Chad Brentley e He-Lectrix; l'attrice Isabella Rossellini doppia il personaggio dell'Ambasciatrice Ambush sia nell'edizione originale che in quella italiana.

## Accoglienza

### Incassi
A fronte di un budget di 200 milioni di dollari, il film ha incassato globalmente 1,243 miliardi di dollari, battendo così gli incassi del primo film e diventando anche il quarto film di maggior incasso del 2018 dopo Avengers: Infinity War, Black Panther e Jurassic World - Il regno distrutto. In Nord America il film ha incassato 608 milioni di dollari, ottenendo il terzo incasso di sempre per un film d'animazione e per un film classificato "PG", preceduto da Frozen - Il regno di ghiaccio e Frozen II - Il segreto di Arendelle, oltre che il miglior incasso nel fine settimana d'apertura (182 milioni) per le stesse categorie. È il 27º film con maggiori incassi nella storia del cinema.

### Critica
Il film è stato acclamato dalla critica. Sul sito di recensioni Rotten Tomatoes ha una valutazione del 93% con voto medio di 7,9/10, basato su 390 recensioni, che riferisce: "Gli Incredibili 2 riunisce il team degli eroi e della criminalità dell'intera famiglia Pixar, per un follow-up tanto atteso che potrebbe non essere all’altezza dell’originale ma si avvicina abbastanza da guadagnarsi il suo nome".
Su Metacritic il film ha un punteggio di 80/100 basato su 51 critiche che lo indica come "recensioni generalmente favorevoli".

## Riconoscimenti
- 2019 - Premio Oscar
  - Candidatura al miglior film d'animazione
- 2019 - Golden Globe
  - Candidatura al miglior film d'animazione
- 2019 - Premio BAFTA
  - Candidatura al miglior film d'animazione
- 2019 - EDA Female Focus Award
  - Miglior figura femminile animata (Elastigirl)
- 2019 - EDA Award
  - Candidatura al miglior film d'animazione
- 2019 - Eddie Award
  - Nomination Miglior montaggio in un film d'animazione a Stephen Schaffer
- 2019 - Saturn Award
  - Nomination Miglior film di animazione
- 2019 - Annie Award
  - Miglior colonna sonora a Michael Giacchino
  - Migliori storyboard a Dean Kelly
  - Nomination miglior film d'animazione
  - Nomination Miglior regia a Brad Bird
  - Nomination Miglior doppiaggio a Holly Hunter
  - Nomination Miglior sceneggiatura a Brad Bird
  - Nomination Miglior animazione dei personaggi a Lance Fite
  - Nomination Migliori effetti animati a Greg Gladstone, Tolga Goktekin, Jason Johnston, Eric Lacroix e Krzysztof Rost
  - Nomination Miglior design dei personaggi a Matt Nolte
  - Nomination Migliori storyboard a Bobby Rubio
  - Nomination Miglior montaggio a Stephen Schaffer, Anthony Greenberg e Katie Schaefer
- 2019 - Art Directors Guild
  - Nomination Migliori scenografie in un film d'animazione a Ralph Eggleston
- 2019 - Austin Film Critics Association Award
  - Nomination Miglior film d'animazione
- 2018 - Awards Circuit Community Award
  - Nomination Miglior film d'animazione
- 2019 - Black Reel Award
  - Nomination Miglior doppiaggio a Samuel L. Jackson
- 2019 - Central Ohio Film Critics Association Awards
  - Nomination Miglior film d'animazione
- 2018 - Chicago Film Critics Association Award
  - Nomination Miglior film d'animazione
- 2019 - Cinema Audio Society Award
  - Nomination Miglior montaggio sonoro in un film d'animazione
- 2019 - Critics' Choice Awards
  - Nomination Miglior film d'animazione
- 2019 - Denver Film Critics Society Award
  - Nomination Miglior film d'animazione
- 2018 - Florida Film Critics Circle Awards
  - Nomination Miglior film d'animazione
- 2019 - Golden Reel Award
  - Nomination Miglior montaggio sonoro negli effetti sonori
- 2018 - Golden Schmoes Awards
  - Nomination Miglior film d'animazione
- 2018 - Golden Trailer Awards
  - Miglior blockbuster estivo 2018
  - Nomination Miglior colonna sonora originale a Michael Giacchino
- 2018 - Hollywood Music In Media Awards
  - Nomination Miglior colonna sonora originale in un film d'animazione a Michael Giacchino
- 2019 - Houston Film Critics Society Awards
  - Nomination Miglior film d'animazione
- 2019 - International Film Music Critics Award
  - Nomination Miglior colonna sonora originale a Michael Giacchino
- 2019 - Iowa Film Critics Award
  - Miglior film d'animazione
- 2018 - Kansas City Film Critics Circle Awards
  - Nomination Miglior film d'animazione
- 2018 - Los Angeles Film Critics Association Award
  - Nomination Miglior film d'animazione
- 2018 - National Board of Review Awards
  - Miglior film d'animazione
- 2019 - Nickelodeon Kids' Choice Awards
  - Nomination Miglior film d'animazione
- 2019 - North Carolina Film Critics Association Award
  - Nomination Miglior film d'animazione
- 2018 - North Texas Film Critics Association Award
  - Nomination Miglior film d'animazione
- 2019 - Oklahoma Film Critics Circle Award
  - Nomination Miglior film d'animazione
- 2019 - Online Film & Television Association Award
  - Nomination Miglior film d'animazione
  - Nomination Miglior voce fuoricampo a Holly Hunter
- 2018 - E! People's Choice Awards
  - Miglior film per la famiglia
  - Nomination Miglior film
- 2019 - PGA Award
  - Nomination Miglior produzione a John Walker e Nicole Paradis Grindle
- 2018 - Philadelphia Film Critics Circle Award
  - Miglior film d'animazione
- 2018 - Phoenix Critics Circle Award
  - Nomination Miglior film d'animazione
- 2018 - San Diego Film Critics Society Awards
  - Nomination Miglior film d'animazione
- 2018 - San Francisco Film Critics Circle Award
  - Nomination Miglior film d'animazione
- 2019 - Satellite Award
  - Nomination Miglior film d'animazione o a tecnica mista
- 2018 - Seattle Film Critics Award
  - Nomination Miglior film d'animazione
- 2018 - St. Louis Film Critics Association Award
  - Nomination Miglior film di animazione
- 2018 - Teen Choice Awards
  - Miglior film dell'estate
- 2019 - Visual Effects Society Awards
  - Nomination Migliori effetti visivi
  - Nomination Miglior personaggio animato (Elastigirl) a Michal Makarewicz, Ben Porter, Edgar Rodriguez e Kexx Singleton
  - Nomination Miglior ambiente (la casa Parr) a Christopher M. Burrows, Philip Metschan, Michael Rutter e Joshua West
  - Nomination Miglior modello (Il veicolo del Minatore) a Neil Blevins, Philip Metschan e Kexx Singleton
  - Nomination Miglior effetti di simulazione a Paul Kanyuk, Tiffany Erickson Klohn, Vincent Serritella e Matthew Kiyoshi Wong
- 2018 - Washington D.C. Area Film Critics Association Awards
  - Nomination Miglior film d'animazione
  - Nomination Miglior doppiaggio a Holly Hunter

## Casi mediatici
Alcune scene del film, quelle in cui Helen affronta l'Ipnotizzaschermi, a circa un'ora dall'inizio, contengono effetti grafici lampeggianti e luci stroboscopiche (in particolare vi è una scena con una schermata bianca che lampeggia molto velocemente per diversi secondi) e, negli Stati Uniti, hanno causato crisi convulsive negli spettatori affetti da epilessia fotosensibile; anche alcuni spettatori affetti da emicrania, vertigini, autismo, ADHD e PTSD hanno accusato malesseri come nausea e vomito. A seguito di tali episodi, la Disney ha fatto diffondere nei cinema che proiettavano la pellicola un avviso che informava il pubblico della presenza di elementi potenzialmente causa di crisi epilettiche. Nel Regno Unito le sequenze della lotta contro l'Ipnotizzaschermi sono state modificate dalla Disney affinché il film passasse il test di Harding, un sistema di verifica progettato al fine di prevenire la diffusione di contenuti video con parti potenzialmente problematiche per chi soffre di questo genere di disturbi.

## Sequel
Brad Bird ha dichiarato che ci sono molte idee e potenzialità per un possibile seguito, ma che non si farà nell'immediato futuro, e che ci vorrà il giusto tempo, per trovare qualcosa di buono, concentrandosi al momento su altre cose. Pertanto, Gli Incredibili 3 rimarrà nel cassetto, in attesa di tempi migliori. Durante il D23 del 2024 è stato ufficialmente confermato lo sviluppo del sequel, con il ritorno di Brad Bird come sceneggiatore e produttore esecutivo, alla regia Peter Sohn.